# Le intermittenze del cuore
Le intermittenze del cuore è un film del 2003 diretto da Fabio Carpi.
Si tratta dell'ultima pellicola diretta da Fabio Carpi.
Questo film è riconosciuto come d'interesse culturale nazionale dalla Direzione generale Cinema e audiovisivo del Ministero per i beni e le attività culturali e per il turismo italiano, in base alla delibera ministeriale del 7 maggio 2001.